# Ө
Ө, ө или О с чертичка e буква от кирилицата. Използва се в татарския, башкирския, казахския, калмицкия, киргизкия, бурятския, тувинския, тофаларския, долганския и якутския, където обозначава полуотворената предна закръглена гласна /œ/. Използва се и в монголския, където обозначава /o/. До 1991 година Ө присъства и в азербайджанския и туркменския език.
Буквата е лигатура и се състои от слятото писане на кирилските букви о и е.
Въпреки приликите ѝ с гръцката буква Θ (тета), така и с кирилската буква Ѳ (фита). Буквата Ө няма нищо общо с останалите две. Често в интернет общуването буквата Ө се заменя с украинската буква Є или цифрата 8.

## Кодове
| Буква  | Уникод |
| ------ | ------ |
| Главна | U+04E8 |
| Малка  | U+04E9 |

В други кодировки буквата Ө отсъства.